# Ehemalige Spitalskirche Aigen im Mühlkreis

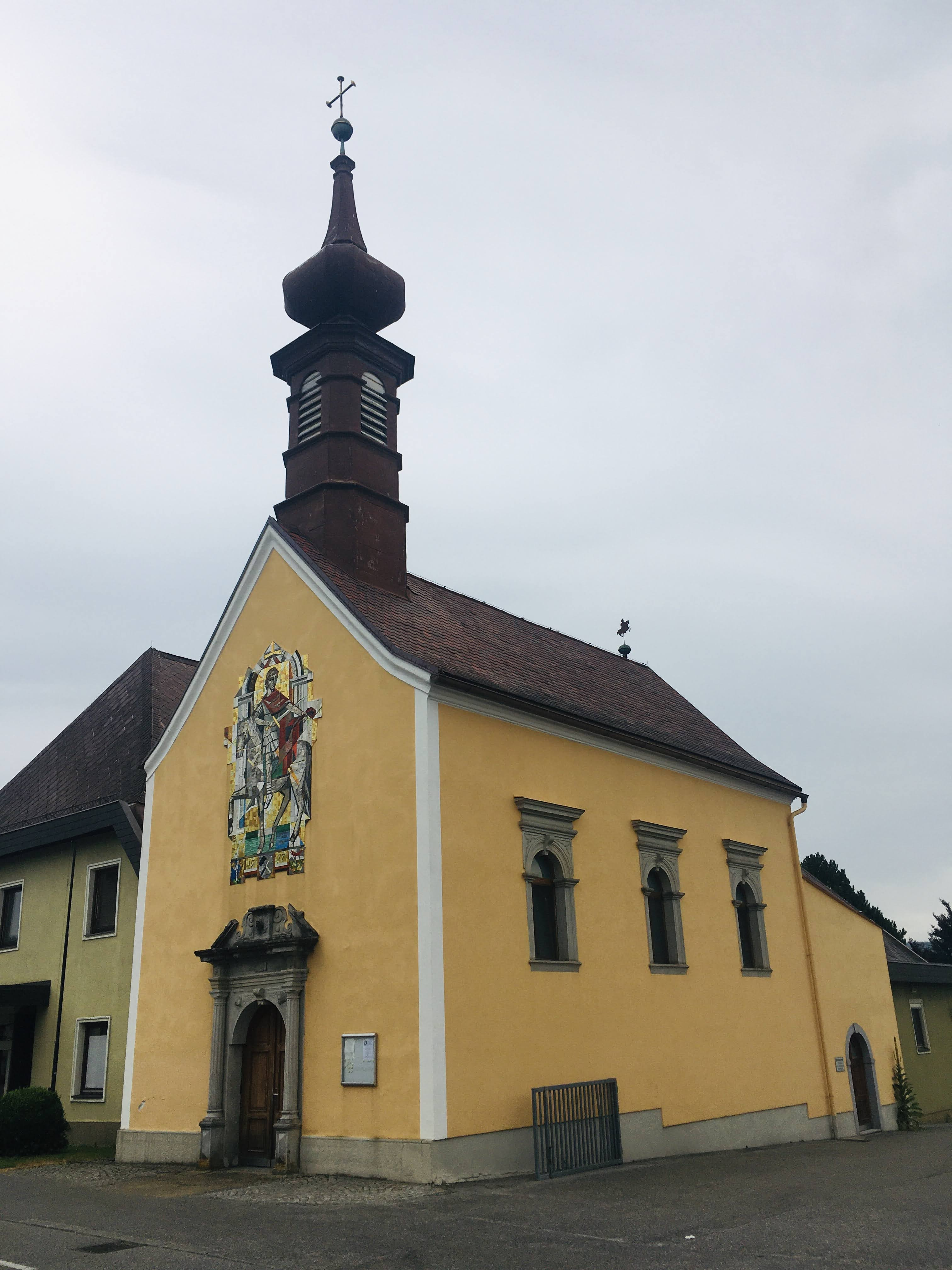
Ehemalige Spitalskirche hl. Martin in Aigen im Mühlkreis

Die Ehemalige Spitalskirche in der Nutzung als Aufbahrungshalle steht südwestlich des Ortskerns an der Hauptstraße in Aigen im Mühlkreis in der Marktgemeinde Aigen-Schlägl im oberen Mühlviertel in Oberösterreich. Die Kirche steht unter Denkmalschutz (Listeneintrag).

## Geschichte
Das Martinsspital mit Kirche wurde 1642/1643 vom Schlägler Abt Martin Greysing als Armenhaus gestiftet und wahrscheinlich nach den Plänen des Architekten Cipriano Novo erbaut, die Steinmetzarbeiten schuf wohl Hans Getzinger. Die Kirche wurde 1644 geweiht. Restaurierungen waren 1819, 1895/1896, 1937 mit dem Abbau der Orgelempore, 1977. Das nördlich anschließende ehemalige Spital wurde 1977 völlig umgebaut und entkernt.

## Architektur
Die Kirche trägt auf dem Satteldach einen Dachreiter mit Zwiebelhelm aus 1895/1896. Die Kirche hat beidseits Giebelfassaden, im Osten mit einem profilierten Gesims mit einem Zahnschnittfries, im Westen mit einem frühbarocken Portal mit kannelierten Säulen, gesprengtem Giebel und Puttenköpfen. Südseitig zeigt die Kirche drei Rundbogenfenster mit Kämpfer- und Konsolsteinen und einer profilierten Verdachung.
Das Kircheninnere zeigt eine kleine dreijochige Saalkirche mit einem geraden Schluss unter einem Stichkappentonnengewölbe auf Wandpfeilern mit profilierten Kämpfern. Östlich anschließend befindet sich die tonnengewölbte ehemalige Sakristei. Die Bodenplatten sind aus Marmor.

## Einrichtung

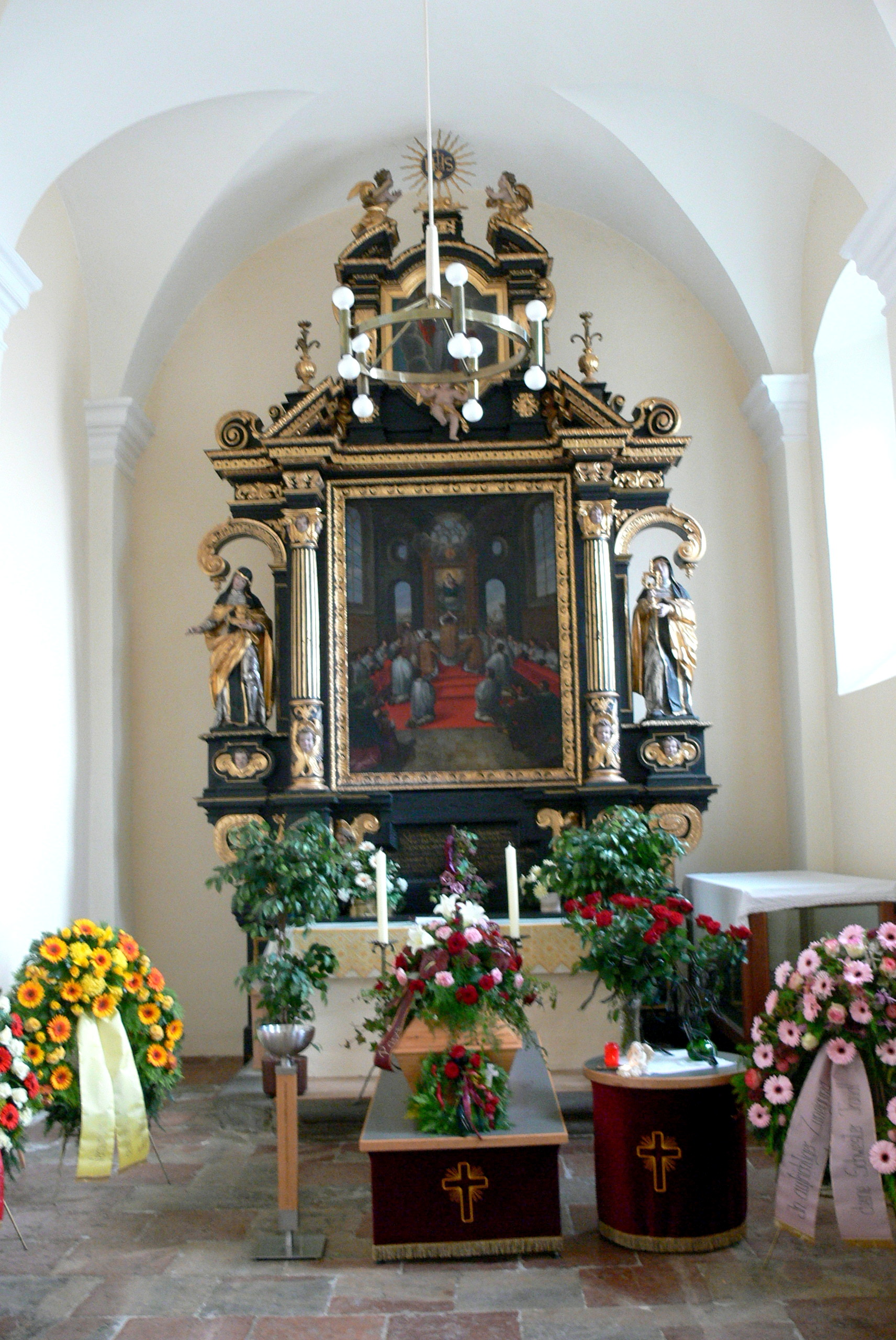
Altar

Den bemerkenswerten Hochaltar schuf der Bildhauer Johann Worath 1644 als frühbarockes Säulenretabel auf einer abgeschrägten Granitmensa, er zeigt das Altarbild Messfeier des Abtes Greysing vom Maler David Stangel aus dem zweiten Viertel des 17. Jahrhunderts und im Aufsatzbild Christus aus der zweiten Hälfte des 19. Jahrhunderts, die seitlichen Schreinwächterfigur zeigen die Heiligen Elisabeth und Klara. An der Nordwand steht die Figurengruppe hl. Martin mit dem Bettler von Johann Worath aus dem dritten Viertel des 17. Jahrhunderts.